# Westminsterska opatija
Zborna crkva Svetog Petra u Westminsteru, poznatija kao Westminsterska opatija je crkva, koja se smatra katedralom, a izgrađena u pretežno gotičkom stilu, i nalazi se u londonskom središnjem distriktu Westminster, zapadno od Westminsterske Palače. To je tradicionalno mjesto krunidbe i pokopa vladara Ujedinjenog kraljevstva.

## Povijest
Prema legendi, godine 616. je na tom mjestu, tada poznatom kao Otok Thorney, podignuta crkva posvećena ukazanju Svetog Petra od strane ribara na rijeci Temzi zbog čega je stoljećima postojala tradicija donošenja lososa kao poklona u crkvu. Iako priča o crkvi nije dokazana, činjenica je da je kralj Edgar potpomagao komunu benediktinskih redovnika koja je na tome mjestu postojala oko 970. godine. Crkvu je gradio kralj Edvard III. Ispovjednik između 1045. – 1050. Crkva je posvećena 28. prosinca 1065. neposredno prije Edvardovog pogreba i krunidbe kralja Harolda II.  Prva slika Opatije s pripadajućom palačom, koja je ikada napravljena nalazi se na tapiseriji iz Bayeuxa. 
Opat i redovnici Westminsterske opatije, koja se nalazila neposredno uz Westminstersku kraljevsku palaču, su nakon normanskih osvajanja Engleske postali snažna sila. Često su obvljali razne poslove za kralja i dvor pa su slijedom toga postali vrlo utjecajni.
Kralj Henrik III. naredio je 1245. preuređenje crkve u gotičkom stilu u čast i kao svetište pokojnog kralja Edvarda III. Ispovjednika i kao svoju vlastitu grobnicu. Rad na preuređenju trajao je od 1245. pa sve do 1517. i glavnina je dovršena za vlasti kralja Rikarda II. Henrik VII. dodao je kapelu posvećenu Djevici Mariji (poznatu kao Kapela Henrika VII.)
Iako je opatija, kao i mnogi drugi samostani, odlukom kralja Henrika VIII. bila zatvorena, Henrik VIII. ju je, zbog njene važnosti i povijesti, izuzeo i stavio pod svoju direktnu kontrolu. Kraljica Elizabeta I. ju je također držala pod vlastitom kontrolom i nazvala ju sadašnjim imenom Sveučilišnom Crkvom Svetog Petra.
Tijekom četrdesetih godina 17. stoljeća crkva je doživjela velika oštećenja koja su počinili puritanci, no zaštićena je ponovno za vrijeme Olivera Cromwella koji je tamo pokopan 1658., da bi 1661. bio iskopan i obješen na obližnja vješala.
Dva zapadna tornja opatije izgrađena su između 1722. i 1745. Nacrt za njih napravio je Nicholas Hawksmoor. Izgrađeni su od portlandskog kamena u gotičkom stilu. Sljedeće preuređenje odvijalo se u 19. stoljeću pod vodstvom Sir Georgea Gilberta Scotta.
Do 19. stoljeća Westminsterska opatija je bila treće najbolje učilište u Engleskoj, uz Oxford i Cambridge. Baš tu je prevedena trećina Starog zavjeta i druga polovica Biblije kralja Jakova. Također, u opatiji je sastavljena Novoengleska Biblija u 20. stoljeću.

## Krunidbe
Od krunidbe kralja Harolda II. i Vilima Osvajača 1066. svi engleski kraljevi (osim Jane Grey, Edvarda V. i Edvarda VII.), okrunjeni su u opatiji. Canterburyjski nadbiskup bio je uvijek bio važna karika u krunidbi. Kraljevska stolica kralja Edvarda I., koja se i sada nalazi u opatiji, je stolica na kojoj bivaju okrunjeni svi vladari.

## Pokopi i komemoracije
Kralj Henrik III. obnovio je opatiju kao svetište posvećeno kralju Edvardu III. i u nju je položio njegove ostatke i predmete. Sam Henrik III. pokopan je nedaleko od Edvarda III. gdje leže i ostali kraljevi s njihovim obiteljima. Iako je najviše engleskih vladara pokopano u opatiji, neki i nisu. Na primjer, kralj Henrik VIII. i Karlo I. pokopani su u Kapeli svetog Georgea u Dvorcu Windsor kao i svi ostali vladari nakon Đure II.
Originalni grob Edvarda III. otkriven je 2005. ispod mozaika koji je izrađen 1268. ispred Glavnog oltara. Mnoge druge grobnice iz 13. i 14. stoljeća pronađene su korištenjem specijalne tehnike.
Plemstvo je pokapano u sporednim kapelama, a redovnici i druge osobe povezane s opatijom u prostorijama samostana i na drugim mjestima u okviru opatije. Jedan od njih je i čuveni engleski pjesnik Geoffrey Chaucer koji je za života bio u opatiji uposlen kao rukovoditelj kraljevskih radova. Ostali pjesnici pokopani su oko Chaucera pa je taj dio danas poznat kao Pjesnički kutak. Opatijini glazbenici kao Henry Purcell također su pokopani u opatiji. Velika je čast biti pokopan ili imati komemoraciju u opatiji. Osobe pokopane bili su raznih zanimanja: pjesnici, arhitekti, fizičari, admirali, znanstvenici i dr. A to su:

### Pokopani
| - Clement Attlee 1. grof Attlee - Angela Georgina Burdett-Coutts - Charles Darwin - James Clerk Maxwell - Joseph John Thomson - Edward Ispovjedač - Ben Jonson - David Livingstone - Sir Isaac Newton - Ernest Rutherford, 1. baron Rutherford - William Thomson, 1. baron Kelvin - Nepoznati ratnik - George Villiers, 1. vojvoda od Buckinghama - Ludovic Stewart, 2. vojvoda od Lennoxa - Thomas Tompion - George Graham - William Ewart Gladstone - William Pitt, 1. grof od Chathama - William Pitt Mlađi Pjesnički kutak - Robert Adam - Robert Browning - William Camden - Thomas Campbell - Geoffrey Chaucer - William Congreve - Abraham Cowley - William Davenant - Charles Dickens - John Dryden - Adam Fox - David Garrick - John Gay - George Frederick Händel - Thomas Hardy | - Dr Samuel Johnson - Rudyard Kipling - Thomas Macaulay - John Masefield - Laurence Olivier, Baron Olivier - Thomas Parr - Dante Gabriel Rossetti - Richard Brinsley Sheridan - Edmund Spenser - Alfred Tennyson, 1. baron Tennyson - Aphra Behn - Henry Purcell - Ralph Vaughan Williams - William Shakespeare, pokopan u mjestu Stratford-upon-Avon - Sir Winston Churchill, pokopan u Bladonu, Oxfordshire - Sir Roland Hill (u kepeli Sv. Pavla), pokopan na groblju Highgate, London - Benjamin Disraeli, 1. grof od Beaconsfielda, pokopan na imanju Hughenden Manor, Buckinghamshire - Adam Lindsay Gordon, pokopan u Australiji - Paul Dirac, pokopan na Floridi - Oscar Wilde, pokopan u Parizu Arhivirana inačica izvorne stranice od 23. veljače 2008. (Wayback Machine) - Henry Wadsworth Longfellow, pokopan u mjestu Cambridge, Massachusetts - Deset kršćanskih mučenika 20. stoljeća iz cijelog svijeta predočeni su u obliku kipova iznad Velikih zapadnih vrata. Otkriveni su 1998., poredani redom s lijeva na desno: - Maksimilijan Kolbe - Manche Masemola - Janani Luwum - Velika vojvodkinja Elizabeta Fjodorovna - Martin Luther King, Jr. - Óscar Romero - Dietrich Bonhoeffer - Esther John - Lucian Tapiedi - Wang Zhiming Ove osobe su bile pokopane u opatiji no ekshumirane su po naredbi Karla II.: - Oliver Cromwell - Robert Blake, admiral |

## Škole
Škola Westminster i Škola zbora Westiminsterske opatije su dvije škole koje se nalaze u opatiji. Školu Westminster osnovali su Benediktinci još 1179.

## Stranica iz života
Opatija je sveučilišna crkva organizirana u Sveučilište Sv. Petra koja na čelu ima dekana, četiri kanonika, sedamnaestoro administrativnog osoblja, kao i dvanaest vikara i deset članova zbora.

## Popis opata, dekana i biskupa Westminstera
| Abbots                               | Abbots                |
| ------------------------------------ | --------------------- |
| Edwin                                | 1049. – oko 1071.     |
| Geoffrey od Jumiègesa                | oko 1071. – oko 1075. |
| Vitalis of Bernay                    | oko 1076. – 1085.     |
| Gilbert Crispin                      | 1085. – 1117.         |
| Herbert                              | 1121. – oko 1136.     |
| Gervase de Blois                     | 1138. – oko 1157.     |
| Laurence od Durhama                  | oko 1158. – 1173.     |
| Walter od Winchestera                | 1175. – 1190.         |
| William Postard                      | 1191. – 1200.         |
| Ralph de Arundel (alias Papillon)    | 1200. – 1214.         |
| William de Humez                     | 1214. – 1222.         |
| Richard de Berkying                  | 1222. – 1246.         |
| Richard de Crokesley                 | 1246. – 1258.         |
| Phillip de Lewisham                  | 1258.                 |
| Richard de Ware                      | 1258. – 1283.         |
| Walter de Wenlok                     | 1283. – 1307.         |
| Richard de Kedyngton (alias Sudbury) | 1308. – 1315.         |
| William de Curtlyngton               | 1315. – 1333.         |
| Thomas de Henley                     | 1333. – 1344.         |
| Simon de Bircheston                  | 1344. – 1349.         |
| Simon de Langham                     | 1349. – 1362.         |
| Nicholas de Litlyngton               | 1362. – 1386.         |
| William de Colchester                | 1386. – 1420.         |
| Edmund Kyrton                        | 1440. – 1462.         |
| George Norwich                       | 1463. – 1469.         |
| Thomas Millyng                       | 1469. – 1474.         |
| John Esteney                         | 1474. – 1498.         |
| George Fascet                        | 1498. – 1500.         |
| John Islip                           | 1500. – 1532.         |
| William Boston                       | 1533. – 1540.         |
| Bikup intra-Reformacija              |                       |
| Thomas Thirlby                       | 1540. – 1550.         |
| Dekani intra-Reformacija             |                       |
| William Benson (Opat Boston)         | 1540. – 1549.         |
| Richard Cox                          | 1549. – 1553.         |
| Hugh Weston                          | 1553. – 1556.         |
| Opati restored by Mary I.            |                       |
| John Feckenham                       | 1556. – 1559.         |
| Dekani post-Reformacija              |                       |
| William Bill                         | 1560. – 1561.         |
| Gabriel Goodman                      | 1561. – 1601.         |
| Lancelot Andrewes                    | 1601. – 1605.         |
| Richard Neile                        | 1605. – 1610.         |
| George Montaigne                     | 1610. – 1617.         |
| Robert Tounson                       | 1617. – 1620.         |
| Ben Williams                         | 1620. – 1644.         |
| Richard Steward (nikad postavljen)   | 1644. – 1651.         |
| John Earle                           | 1660. – 1662.         |
| John Dolben                          | 1662. – 1683.         |
| Thomas Sprat                         | 1683. – 1713.         |
| Francis Atterbury                    | 1713. – 1723.         |
| Samuel Bradford                      | 1723. – 1731.         |
| Joseph Wilcocks                      | 1731. – 1756.         |
| Zachary Pearce                       | 1756. – 1768.         |
| John Thomas                          | 1768. – 1793.         |
| Samuel Horsley                       | 1793. – 1802.         |
| William Vincent                      | 1802. – 1815.         |
| John Ireland                         | 1816. – 1842.         |
| Thomas Turton                        | 1842. – 1845.         |
| Samuel Wilberforce                   | 1845.                 |
| William Buckland                     | 1845. – 1856.         |
| Richard Chenevix Trench              | 1856. – 1864.         |
| Arthur Penrhyn Stanley               | 1864. – 1881.         |
| George Granville Bradley             | 1881. – 1902.         |
| Joseph Armitage Robinson             | 1902. – 1911.         |
| Herbert Edward Ryle                  | 1911. – 1925.         |
| William Foxley Norris                | 1925. – 1937.         |
| Paul de Labilliere                   | 1938. – 1946.         |
| Alan Don                             | 1946. – 1959.         |
| Eric Symes Abbott                    | 1959. – 1974.         |
| Edward Carpenter, KCVO               | 1974. – 1985.         |
| Michael Mayne, KCVO                  | 1986. – 1996.         |
| (Arthur) Wesley Carr, KCVO           | 1997. – 2006.         |